# 非国家主体
国際関係論上の非国家主体（ひこっかしゅたい、英: non-state actors、NSAs）とは、国家から完全にまたは部分的に独立した、影響力を持つ個人やグループのことである。
非国家主体毎にその利益・構造・影響力は大きく異なる。例えば、非国家主体の中には、企業・メディア組織・財界人・人民解放運動・ロビー団体・宗教団体・援助機関、あるいはテロ組織などの暴力的な非国家主体までもが含まれる。

## 類型
一般的で影響力のある非国家主体の種別を以下に記す;
- 財界人:巨万の富を意のままにする個人のことで、多くの場合、国内や国際情勢に影響を与えようとする。例として、ウォーレン・バフェットやビル・ゲイツ等が挙げられる。
- 多国籍企業 (MNCs) を始めとする、コーポレーション：単一の企業体（法人）として法人格を認められた会社である。このような企業には、コカ・コーラ社、マクドナルド、GM、アディダス、ファーウェイ、ルノー、サムスン、ネスレ、トヨタなどのように、超国際的に事業を展開している超大企業が含まれる。
- 自律分散型企業 (DAC) などの自律分散型組織 (DAO)s：スマート・コントラクトと呼ばれるコンピュータプログラムとしてエンコードされたルールに従って運営されている[2]:229。2018年現在、暗号通貨ビットコインは、経済的に影響力を持つようになったDAOの一例である。
- 国際メディア機関：通常は営利企業でもあるが、世界各国の社会情勢や政治情勢を報道しているため、非国家主体としての影響力が強い場合がある。そのような機関の例として、AFP・EFE・ロイター・AP通信・RIAノーボスチ・新華社等がある。
- 国際非政府組織 (INGOs) を始めとする非政府組織（NGOs）：通常、人道・教育的・生態学・保健医療・公共政策・社会・人権・環境などの分野で変化を起こそうとする非営利団体である。例として、グリーンピース、赤十字社（赤新月社）、アムネスティ・インターナショナル、ヒューマン・ライツ・ウォッチ、世界自然保護基金などが挙げられる。国外でのINGOミッションに関与する親善大使や人道支援活動家も、非国家主体とみなされることがある。
- 大衆運動：規模や継続期間に応じて影響力を持つようになるマス・ムーブメントのことである。例としては、2011年のアラブの春で起きた運動が挙げられる。
- 宗教団体：国際レベルで政治活動を行うことが一般的である。例えば、クエーカーは歴史的平和教会として、国連に事務所を構えてる[3][4]。また、宗教団体でありながら暴力的な非国家主体でもあるタリバンもその一例である.
- トランスナショナル・ディアスポラ・コミュニティ：一般的に起源となった国と移住先の国に社会的・政治的変化をもたらそうとする民族的・民族的なコミュニティである。ユダヤ・ディアスポラはその一例である。
- 国家や政府に認知されていない、人格のない社団・秘密結社・市民団体などは、非国家主体と見做しうる。
- 代表なき国家・民族：多くの先住民族や第四世界の社会などである。
- 暴力的な非国家主体(VNSA)：ISISや麻薬カルテルといった犯罪組織などの武装組織である。
- 世界の市民：自国外での運動や社会的大義に積極的であれば、非国家的主体と見做しうる。

## ウェストファリア国家体制への影響
ポスト冷戦時代における非国家主体の増殖は、国際政治における「蜘蛛の巣パラダイム（Cobweb Paradigm）」を導く要因の一つとなっている。このパラダイムの下で、伝統的なウェストファリア国民国家は権力と主権を浸食されており、非国家主体はその原因の一部となっている。グローバリゼーションによって促進された非国家主体は、国民国家の国境と主権主張に挑戦する。多国籍企業は常に国益に共鳴しているわけではなく、企業利益に対して忠実なのである。非国家主体は、人権や環境などの社会的問題に対する運動により、内政に関する国民国家の主権に挑戦している。
武装した非国家主体は、国家の統制なしに活動し、内部紛争や国境を越えた紛争に関与している。武力紛争におけるこのような組織の活動は、従来の紛争管理と解決を困難にする。このような紛争は、非国家主体と国家の間だけでなく、複数の非国家主体間でも戦われることが多い。このような紛争への介入は、介入や平和維持を目的とした武力行使を規定する国際法や規範が、主に国民国家を前提として書かれていることを考えると、特に困難である。

## 例：コトヌー協定
非国家主体という用語は、特にEUとACP諸国との間のコトヌー協定の下で、開発援助において広く使われている。この協定では、ACP-EU開発援助への参加が正式に認められた幅広い開発関係の非政府主体を指す用語として使用されている。第6条によれば、非国家主体には以下のようなものがある；
- 国の特性に応じて、あらゆる多様性を持つ市民社会
- 労働組合組織を含む経済的、社会的パートナー
- 民間部門

現実的には、地域に根ざした組織、女性グループ、人権団体、非政府組織（NGO）、宗教団体、農民組合、労働組合、大学や研究機関、メディア、民間部門など、あらゆる種類の主体者の参画が許されることを意味する。また、この定義には、草の根組織、非公式な民間団体などの非公式なグループも含まれる。ただし、民間部門は、非営利活動（民間団体、商工会議所など）に関与している場合に限って考慮される。

## 役割
非国家主体は、国際連合人権理事会のような国際問題における意見形成の場で支援することができる。正式な国際機関もまた、非国家的行為者、特に国内の文脈での実施パートナーの形でNGOに委ねることがある。例えば、強制立ち退き・住居人権監視団体（COHRE）は、国連コソボ暫定行政使節団の枠内で住宅・財産局（現・コソボ財産局）を構想し、コソボの土地・財産（HLP）の権利保護に貢献した。
非国家主体は、気候変動をはじめとする国内および国際的な開発目標の達成を支援する基本的な主体である。非国家主体による行動は、気まぐれであったり、実行が不十分であったりする国の気候政策、自国が決定する貢献（Intended Nationally Determined Contributions: INDCs）によって残された温室効果ガスの排出ギャップを埋めることに大きく貢献している。
また、平和構築における非国家主体の重要性を示す他の事例として、地雷禁止国際キャンペーン（ICBL）が国際的な地雷使用禁止に貢献したことが挙げられる。ICBLは1992年以来、世界90カ国以上で活動しているNGOのグローバルネットワークである。その第一の目標は、対人地雷のない世界を作ることである。国際協力を訴える彼らの情熱的な広告は、ダイアナ妃を熱烈な支持者に引きずり込んだ。ダイアナの協力の下、この問題は国連総会に持ち込まれた。ICBLの取り組みにより、国際社会の働きかけで各国は1997年にオタワ条約（地雷禁止条約）を批准し、同年にはその貢献が評価されてノーベル平和賞を受賞した。